# Iga (Mie)
Iga (japanisch 伊賀市 Iga-shi) ist eine gun-freie Stadt in der japanischen Präfektur Mie, in der 2004 der Großteil der antiken Provinz Iga zusammengefasst wurde.

## Geographie
Iga liegt westlich von Tsu und östlich von Nara.

## Geschichte
Die heutige Stadt entstand am 11. November 2004 durch Zusammenlegung

der Stadt Ueno (上野市, -shi) mit

den Gemeinden Iga (伊賀町, -chō) und Ayama (阿山町, -chō),

den Dörfern Shimagahara (島ヶ原村, -mura) und Ōyamada (大山田村, -mura) des Landkreises Ayama sowie

der Gemeinde Aoyama (青山町, -chō) des Landkreises Naga.

## Verkehr
- Zug:
  - JR Kansai-Hauptlinie
  - JR Kusatsu-Linie, nach Kusatsu
  - Kintetsu Ōsaka-Linie
  - Kintetsu Iga-Linie
- Straße:
  - Nationalstraßen 25, 163, 165, 368, 421, 422

## Sehenswürdigkeiten

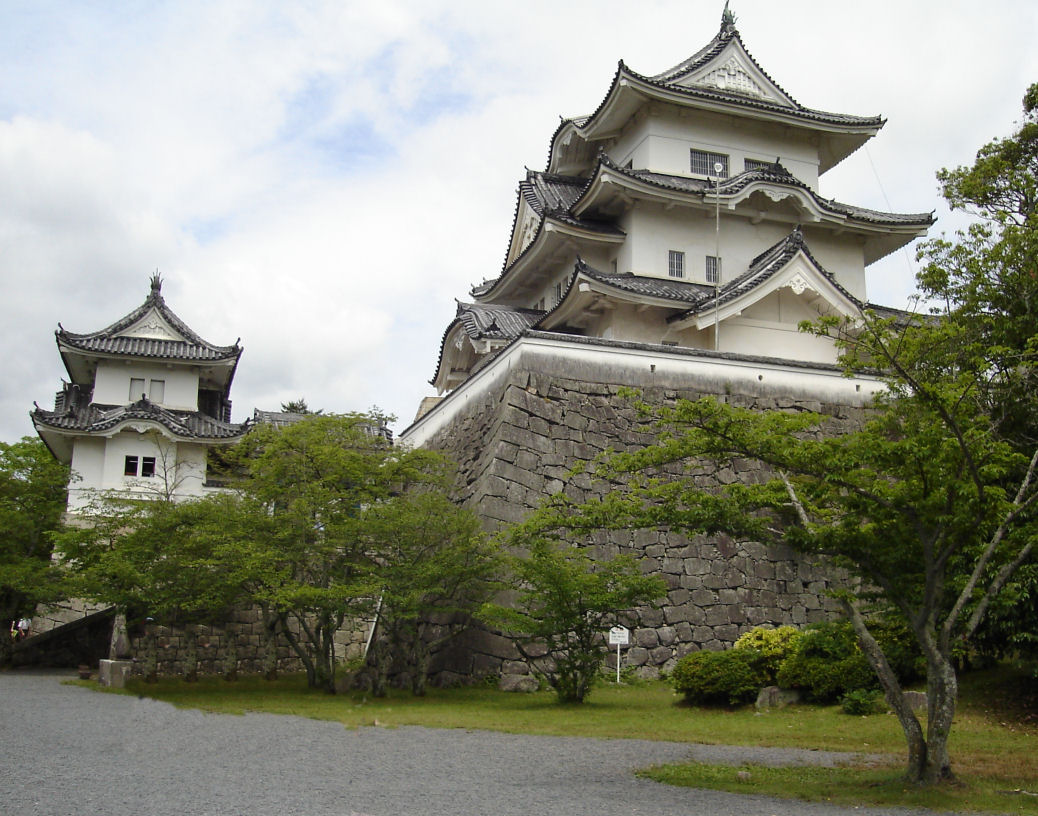
Burg Ueno
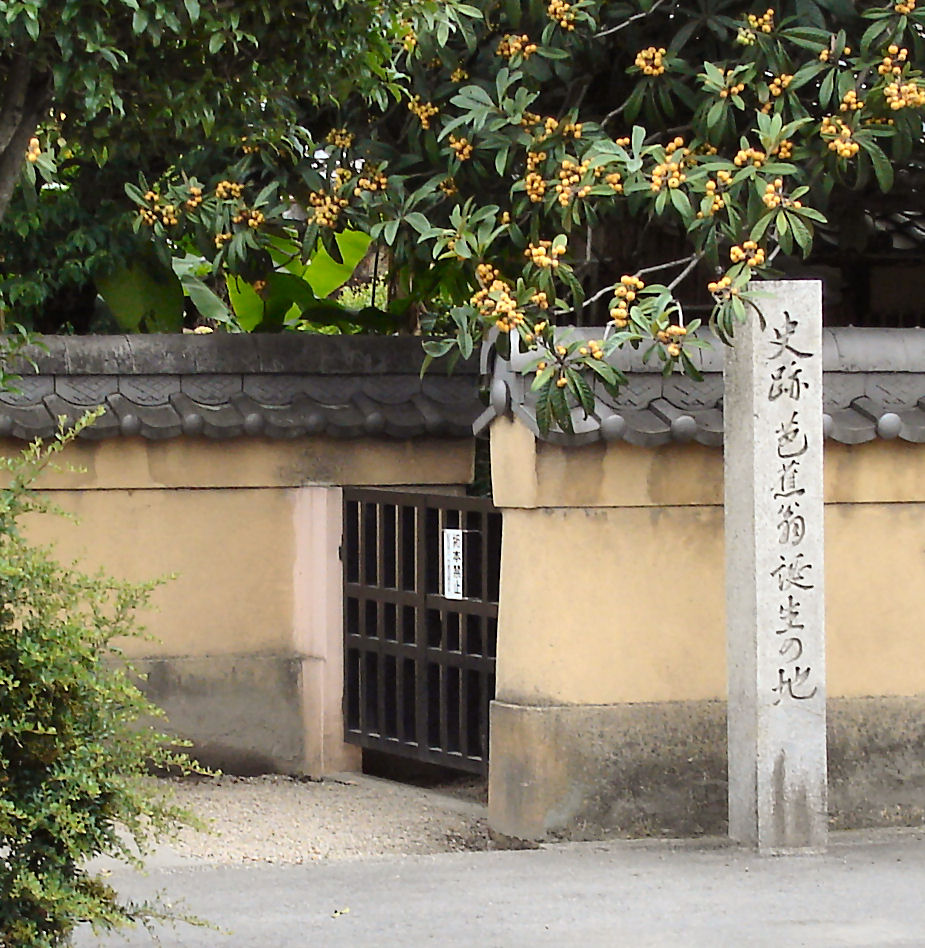
Geburtshaus von Matsuo Bashō

- Burg Ueno
- Geburtshaus von Matsuo Bashō

## Söhne und Töchter der Stadt
- Matsuo Bashō (1644–1694), Dichter
- Hattori Dohō (1657–1730), Dichter
- Ototake Iwazō (1875–1953), Pädagoge
- Jirō Kawasaki (* 1947), Politiker
- Shūto Machino (* 1999), Fussballspieler

## Persönlichkeiten
- Hattori Hanzō (1541–1596), Samurai und Ninja
- Hakaru Hashimoto (1881–1934), Pathologe und Chirurg

## Weblinks

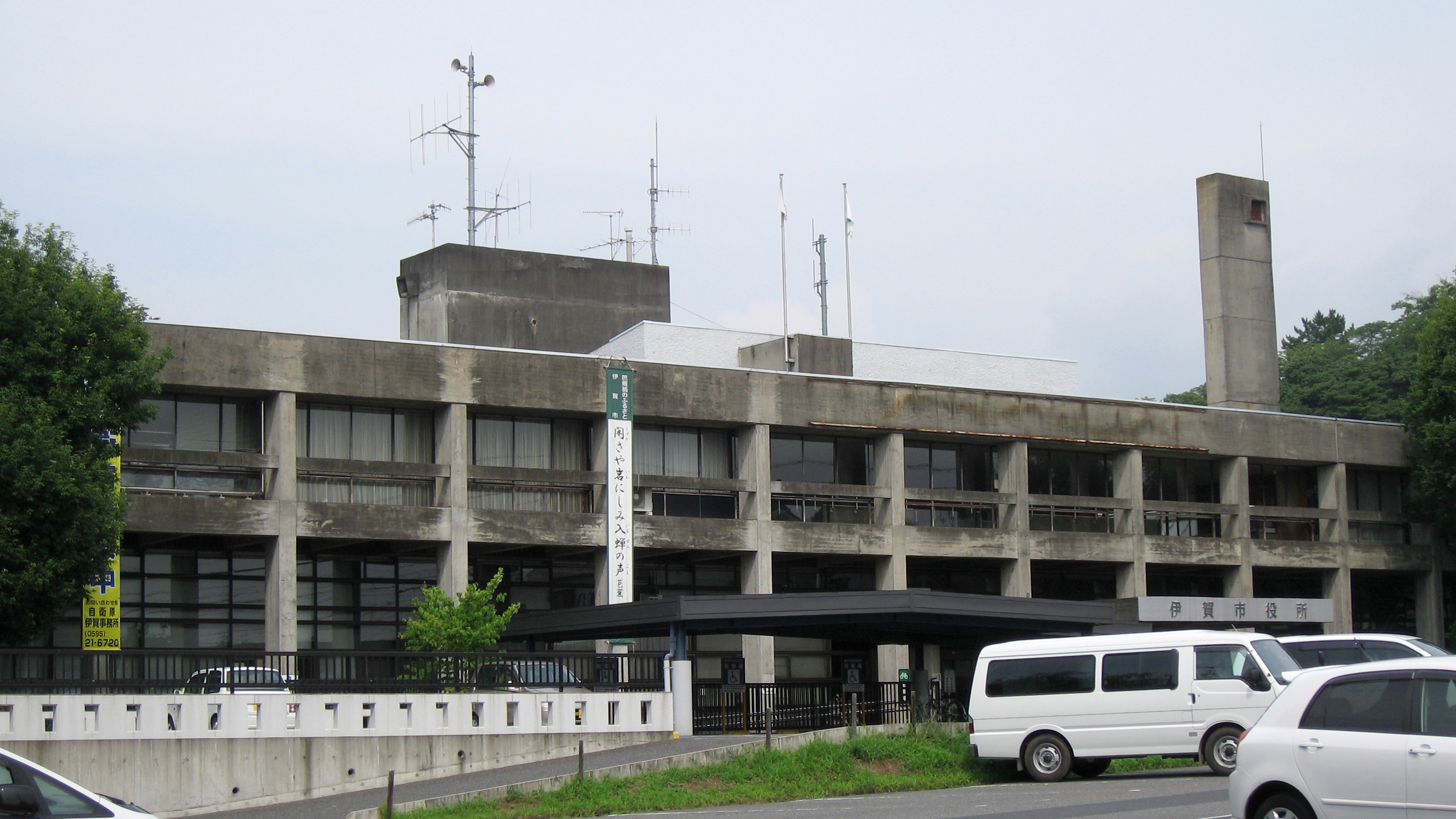
Rathaus von Iga

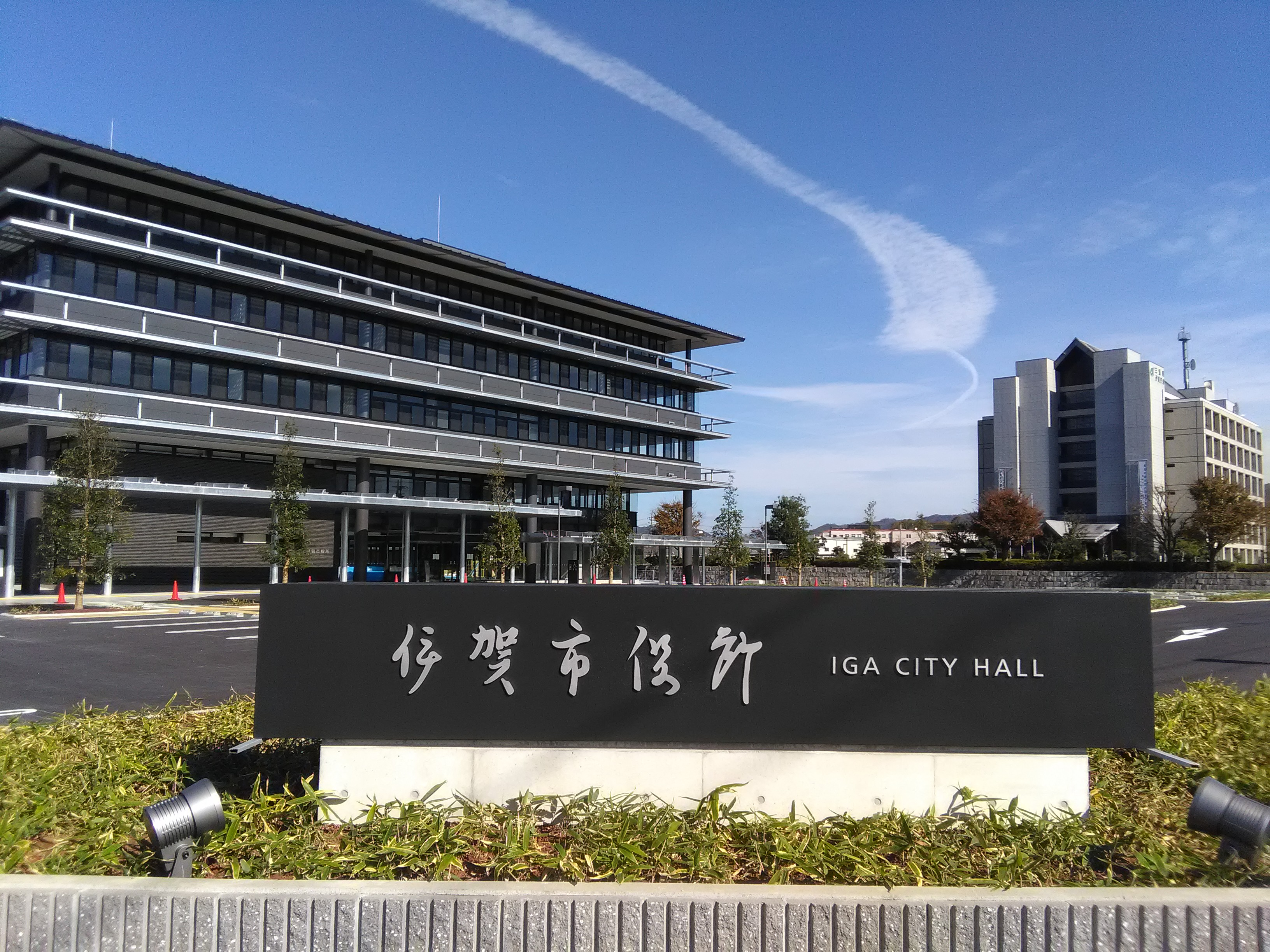
Rathaus

## Angrenzende Städte und Gemeinden
- Präfektur Mie
  - Tsu
  - Kameyama
  - Nabari
- Präfektur Shiga
  - Kōka
- Präfektur Nara
  - Nara
  - Yamazoe
- Präfektur Kyōto
  - Minami-Yamashiro